# Юго-запад штата Мату-Гросу (мезорегион)
Юго-запад штата Мату-Гросу (порт. Mesorregião do Sudoeste Mato-Grossense) — административно-статистический мезорегион в Бразилии. Входит в штат Мату-Гросу. Население составляет 320 119 человек (на 2010 год). Площадь — 72 455,088 км². Плотность населения — 4,42 чел./км².

## Демография
Согласно сведениям, собранным в ходе переписи 2010 г. Национальным институтом географии и статистики (IBGE), население мезорегиона составляет:
| Полное население                            | Полное население                            | Полное население                            | Полное население                            | 320 119 |
| ------------------------------------------- | ------------------------------------------- | ------------------------------------------- | ------------------------------------------- | ------- |
| в том числе:                                | Городское население                         | 247 405                                     | Процент городского населения, %             | 77,29   |
|                                             | Сельское население                          | 72 714                                      | Процент сельского населения, %              | 22,71   |
|                                             | Мужское население                           | 163 162                                     | Процент мужского населения, %               | 50,97   |
|                                             | Женское население                           | 156 957                                     | Процент женского населения, %               | 49,03   |
| Плотность населения, чел/км²                | Плотность населения, чел/км²                | Плотность населения, чел/км²                | Плотность населения, чел/км²                | 4,42    |
| Население мезорегиона в % к населению штата | Население мезорегиона в % к населению штата | Население мезорегиона в % к населению штата | Население мезорегиона в % к населению штата | 10,55   |

## Статистика
- Валовой внутренний продукт на 2003 год составляет 1 903 630 060,00 реалов (данные: Бразильский институт географии и статистики).
- Валовой внутренний продукт на душу населения на 2003 год составляет 6522,98 реала (данные: Бразильский институт географии и статистики).
- Индекс развития человеческого потенциала на 2000 год составляет 0,724 (данные: Программа развития ООН).

## Состав мезорегиона
В мезорегион входят следующие микрорегионы:
1. Алту-Гуапоре
2. Жауру
3. Тангара-да-Серра
4. Алту-Арагуая
5. Алту-Гуапоре